# Iglesia de la Natividad de Nuestra Señora (Bernedo)
La iglesia de la Natividad de Nuestra Señora es un edificio situado en el concejo español de Bernedo, en la provincia de Álava.

## Descripción
El edificio se encuentra en el concejo español de Bernedo, del municipio homónimo, perteneciente a la provincia de Álava, en la comunidad autónoma del País Vasco. Construido en el siglo XVI, está protegido bajo la categoría de «zona de presunción arqueológica». Se menciona como iglesia parroquial del lugar en el cuarto del Diccionario geográfico-estadístico-histórico de España y sus posesiones de Ultramar de Pascual Madoz, donde aparece descrita con las siguientes palabras: «una parr. (Sta. Maria), servida por un cura beneficiado amovible á voluntad del ob., y por otros 3 beneficiados con título perpétuo». En el tomo de la Geografía general del País Vasco-Navarro dedicado a Álava y escrito por Vicente Vera y López, se dice lo siguiente: «La parroquia, de categoría de entrada, está bajo la advocación de la Natividad de Nuestra Señora, perteneciente al arciprestazgo de Campezo; antes estuvo servida por tres beneficiados».